# Another Perfect Day (album)
Another Perfect Day is het zevende album van de Britse heavymetalband Motörhead. Na de opnamen van Iron Fist had “Fast” Eddie Clarke de band verlaten, en in zijn plaats kwam ex-Thin Lizzy gitarist Brian Robertson. De line-up bij dit album hield het echter niet lang uit; Tegen het eind van 1983 stapten Robertson en Phil "Philty Animal" Taylor uit de band om hun eigen band Operator te vormen. Alleen Lemmy bleef achter.

## Opname
Nadat “Fast” Eddie Clarke de band midden in een tour in 1982 verliet, nam Lemmy Brian Robertson van Thin Lizzy aan. Aan het eind van de tour nodigde hij Robertson uit om vaste gitarist te worden bij de band. Hij wilde echter geen Motörhead-klassiekers spelen, aldus Robertson: “Ik zei dat als ik onderdeel van deze band zou worden, we echt een andere koers moesten aannemen, omdat ik die oude Motörhead-nummers niet kan spelen: het is gewoon te veel in je gezicht. Ik wilde iets meer melodieus doen en ze zeiden me door te gaan, dus begon ik te schrijven.” 
Volgens Lemmy waren de opnamen een marteling: “Brian deed er 17 uur over om in de studio een gitaartrack op te nemen. Het duurde zo verdomde lang in vergelijking tot de andere albums. En toen het eindelijk uitkwam, werd het door iedereen gehaat.”

## Ontvangst
Critici vonden dit album over het algemeen goed. Ook Lemmy en Robertson waren tevreden met het eindresultaat. “Ik hou van het album, ik kon Robertson gewoon niet uitstaan”. 
De meeste fans vonden het album echter niet goed. Het album was melodieuzer en bevat meer gitaarsolo’s dan eerder werk. Een andere reden was dat Robertson live weigerde Motörhead-klassiekers te spelen en zich niet aanpaste aan de kledingdracht van de band. 

## Inhoud
1. Back at the Funny Farm
2. Shine
3. Dancing on Your Grave
4. Rock It
5. One Track Mind
6. Another Perfect Day
7. Marching Off to War
8. I Got Mine
9. Tales of Glory
10. Die You Bastard

## Musici
- Lemmy Kilmister - zang, basgitaar
- Brian Robertson - gitaar
- Phil Taylor - drums